# おはよう朝日・甲子園です
『おはよう朝日・甲子園です』（おはようあさひ・こうしえんです）は、朝日放送（ABCテレビ）で2003年から2007年まで放送された「全国高校野球選手権大会中継」の直前情報番組。「おはよう朝日です」に、2002年まで放送された「グッドモーニング甲子園」を合わせた内容である。

## 概要
番組は夏の大会期間中、4試合行われる日の8:00 - 8:24に放送されていた。なお、この番組はBS朝日や全国のANN系列局（第1試合を中継する場合のみ。ただし編成の都合上放送されないこともある）にもネットしていた。また、日曜日の場合は8:00 - 8:30（当時）の「仮面ライダーシリーズ」を楽しみにしている子供の視聴者に配慮するため、当番組をネットしない局が多かった。
また2006年度のみ、朝日放送以外の地方局（一部除く）での『スーパーモーニング』の開始時間が7:30からであったが、この番組をネットする場合、7:30 - 8:00の30分間は単発番組で埋めて対応していた。
番組では主に、高校野球の見どころや、大会の舞台裏を伝えている。2003・2004年度は阪神甲子園球場の外に大会期間中設けられる、朝日放送中継本部内の「甲子園スタジオ」から伝えていたが、2005年度以降は月曜から土曜までは大阪朝日放送本社（北区大淀南にあった旧ABCセンター、現在は福島区ほたるまちに移転）『おはよう朝日です』のスタジオからの放送で、同番組のない日曜日のみが甲子園スタジオからの放送となっていた。なお2007年度は日曜日が4試合日に当たらない日程となっており、その日程通り進んだため放送がなかった。また2007年度の開会式当日8:00 - 8:50に、朝日放送およびBS朝日にて放送の「プレーボール!甲子園」前半部も、実質同内容で放送された。
『おはよう朝日です』本編の特徴でもあるCM明けのエレクトーン生演奏のジングルと時刻告知は同番組でも実施されているが、演奏されるジングルは本編と異なり、同番組オリジナルのジングル（2007年度の場合、同年度の朝日放送高校野球統一テーマ曲であるウルフルズの「両方 For You」をアレンジしたジングル）が演奏されていた。
朝日放送やBS朝日以外でネットされる日でも、『おは朝』本編同様CM明けのエレクトーンの部分で、画面に近畿地方の天気予報が映し出されていた。
ちなみにキャスターの宮根誠司は、番組タイトルを「おはよう朝日です甲子園です」「おはよう朝日です甲子園」「おはよう甲子園です」と間違えて言う事が頻繁にあった。
2008・2009年は放送無し（朝日放送では、8:00 - 8:15にパンチ佐藤の『食爛漫!味づくし 感動の旅』（外部制作会社配給番組）、8:15から中継開始。BS朝日は、『News Access』、通販番組後の8:24から中継｡2009年度は､8:00 - 8:15にパンチ佐藤の『食爛漫!味づくし 感動の旅』（外部制作会社配給番組）、8:15から『紗綾さーやるぞ』､8:20から中継開始。BS朝日は、『News Access』、通販番組後の8:24から中継）｡
第1試合を中継するANN系列局については局によって対応が異なる（8:00から単発番組を放送し、8:20頃から中継を開始することが多いが、8月8日の東日本放送は8:00から中継スタート（8:15 - 8:24は朝日放送の放送を同時ネット）となった）。

放送が無かった理由としては、『情報ライブ ミヤネ屋』（読売テレビ）の全国ネット化による放送時間繰り上げに伴う司会の宮根の体力的考慮などが挙げられている。（それに加え、2008年度は90回の記念大会で試合日程が多く組まれ、4試合日が少なかったこと。北京オリンピックの中継が朝8時台に組まれたことが挙げられた｡）
2010年は「おはよう甲子園」のタイトルで3年ぶりに番組が復活｡甲子園の特設スタジオ（ロイヤルスイート）から前日のハイライトとその日の見どころ､それに過去の名勝負を伝えた（3年前まであったバラエティ要素が強い内容から一転している）。キャスターは横山太一。毎回オープニングには高校･大学時代野球部だった横山からの一言メッセージが送られた（BS朝日の放送は無し）。
2011年は、東日本大震災に伴う電力需要から、第1日と決勝以外が8:00試合開始となることより、同系統番組は放送されなかったが、『おはよう朝日です』を7:55に終了した。
2012年からも第2日目から3回戦までが8:00試合開始となるため、同系統番組は放送されない。
2019年から開幕日が平日の場合と準決勝開催日に「おはようKOSHIEN（大会回数の数字）」のタイトルで8:00 - 8:50（2021年の準決勝開催日は8:20 - 8:50）に放送。

## コーナー
2004年度
- 無敵のメニュー　（球児たちが普段食べている食事（親の料理、寮での食事、球児が通う近所の店）を紹介）
- SNAP×SNAP　（甲子園で仕事する人たちを紹介）
- 絶叫!甲子園　（アルプススタンドからの応援。声の大きさを測っていたが、一度、人間の声では出せない程の数字を記録した）

2005年度
- お取り寄せ甲子園　（各都道県の名産を取り寄せて試食する）
- 甲子園へぇ〜の道　（高校野球に関するトリビア（豆知識）を紹介）
- アルプスからの挑戦状　（アルプススタンドで応援団が地元クイズを出題）

2006年度
- 野球オヤジのスタミナ甲子園　（料理人がスタミナが付く料理を紹介）
- 夏に鍛えるねったまトレーニング
  - 脳を鍛えるねったまトレーニング　（なぞなぞや間違い探しクイズを出題）
  - レッツ!!ヤッキュネス!　（いろんなヒッティングマーチに合わせて、ストレッチをする企画。）
- 球児のかあちゃん! - 第1試合に出場する高校の選手の母親に生でインタビューするコーナー。たまに父親が登場することもあるが、コーナー名はそのまま。早稲田実業時代の斎藤佑樹の父親が出演し、宮根誠司のインタビューを受けている。

2007年度
- オヤジの料理甲子園 （ 浪華商業高等学校野球部出身で、張本勲のチームメイトだった辻学園料理学校の佐川進顧問教授が、全国各地の名物料理をアレンジし､その地方出身で現在関西在住の男性に簡単に出来る料理を教える）
- 脳を鍛えるねったまトレーニング　（なぞなぞやスコアの数字を見て、どちらが勝ったかを当てるクイズなどを出題）
- あなたの心にストライク･メンタル甲子園  （高校野球を題材にした心理テスト）
- かあちゃんのアルプスカルテ （第1試合に出場する高校の選手の母親に生インタビューし､選手の素顔に迫るコーナー）

## 出演者
2004年度
- キャスター - 柴田博、武田和歌子
- リポーター - 羽谷直子
- エレクトーン - 谷川知未（月 - 金曜）、本村久美子（土・日）

2005年度
- キャスター - 宮根誠司、喜多ゆかり（以上・月 - 金）、柴田博、武田和歌子（以上・土日）
- リポーター - 武田和歌子、羽谷直子
- エレクトーン - 谷川知未（月 - 金）、伊藤加奈子（土）　※日曜日はエレクトーンなしで進行される

この年から「おはよう朝日です」マスコットのおき太君やめざめちゃんも登場するようになった。
2006年度
- キャスター - 宮根誠司、喜多ゆかり（以上・月 - 金）、柴田博、赤江珠緒（以上・土日）
  - 喜多は土・日曜もロケVTRで出演。
- リポーター（その日の中継第1試合のSUNSUNリポートも担当する）
  - 朝日放送 - 田中花子、高野純一、高橋大作、乾麻梨子
  - テレビ朝日 - 中村昭治、加藤泰平、島本真衣
- ナレーション - 島田大
- エレクトーン - 谷川知未（月 - 金）、伊藤加奈子（土）　※日曜日はエレクトーンなしで進行される

2007年度
- キャスター - 宮根誠司、喜多ゆかり（以上・月 - 金）、高野純一､武田和歌子（以上、土）
  - 喜多は土曜も、「オヤジの料理甲子園」・「あなたの心にストライク･メンタル甲子園」の各コーナーでVTR出演。
- リポーター（その日の中継第1試合のSUNSUNリポートも担当する）
  - 朝日放送- 乾麻梨子、高橋大作、竹野康治郎、堀友理子
  - テレビ朝日 - 小川彩佳
- ナレーション - 島田大
- エレクトーン - 谷川知未（月 - 金）、伊藤加奈子（土）

## ネットした地方局
2006年
8月7日～8月16日に放送。なお、朝日放送の地上デジタル放送とBS朝日のみハイビジョン画質で放送したが、以下ネット局にはABCからアナログ放送用の回線でのみ番組を送出したため、既に地上デジタル放送を実施している所であっても画角4:3の標準画質で放送。
- 8月7日 - 福島放送
  - この日は長崎文化放送も第1試合を中継したが、7:30から1時間枠の単発番組を放送したため未ネット。
- 8月8日 - 瀬戸内海放送
- 8月9日 - （なし。朝日放送とBS朝日でのみ放送）
- 8月10日 - （3試合日のため番組休止）
- 8月11日 - 青森朝日放送
- 8月12日 - 広島ホームテレビ
- 8月13日 - （なし。朝日放送とBS朝日でのみ放送）
  - 長崎文化放送では8:00 - 8:30に「仮面ライダーカブト」を優先するため未ネット（但し試合中継自体は8:30に開始するため、「ふたりはプリキュア Splash Star」「題名のない音楽会21」「にっぽん菜発見 そうだ、自然に帰ろう」は異時放送、「サンデープロジェクト」は休止）。
- 8月14日 - （3試合日のため番組休止）
- 8月15日 - 北海道テレビ・青森朝日放送
- 8月16日 - （なし。朝日放送とBS朝日でのみ放送）

2007年
8月9日 - 8月18日に放送。この年は第一試合に関東・東海・近畿の代表校が集中して登場したため、例年よりネット局が少なかった。
- 8月9日 - 長野朝日放送
- 8月10日 - 北海道テレビ
- 8月11日 - （なし。朝日放送とBS朝日でのみ放送）
- 8月12日 - （3試合日のため番組休止）
- 8月13日 - （なし。朝日放送とBS朝日でのみ放送）
- 8月14日 - （なし。朝日放送とBS朝日でのみ放送）
- 8月15日 - 愛媛朝日テレビ
- 8月16日 - （なし。朝日放送とBS朝日でのみ放送）
  - 当初この日は3試合日のため放送予定がなかったが、大会7日目（14日）第三試合の佐賀北（佐賀）対宇治山田商（三重）が延長15回引き分けにより、再試合が9日目（16日）第一試合に組み込まれたため、急遽放送が決まった。この日は｢おやじの料理甲子園｣コーナーはお休み｡特別に上記の前試合のダイジェストと､｢母ちゃんのアルプスカルテ｣コーナーを拡大して両校のエースの母親にインタビューするコーナーを設けた｡
- 8月17日 - 長崎文化放送
- 8月18日 - 愛媛朝日テレビ